# Маріо Гетце
Ма́ріо Гетце (нім. Mario Götze; нар. 3 червня 1992 року, Меммінген, Німеччина) — німецький футболіст, атакувальний півзахисник збірної Німеччини та клубу «Айнтрахт» з Франкфурта-на-Майні.
Його популярність підскочила після фіналу Чемпіонату світу 2014 завдяки єдиному голу, забитому ним наприкінці (113 хв.) додаткового часу гри, що принесло збірній Німеччини перемогу в чемпіонаті. Після цього голу в німецьких ЗМІ і серед фанів поширилася приказка: «Гетц' зай данк, Німеччина чемпіон!» ((нім. Götz' sei Dank, Deutschland ist Weltmeister!); гра слів від нім. Gott sei Dank, що означає німецькою «Слава Богу!»). Його також іноді називають «вундеркіндом».

## Кар'єра

### Ранні роки
Переїхавши в Дортмунд у віці шести років з Мюнхена, Маріо на перших же тренуваннях почав демонструвати завидну холоднокровність при поводженні з м'ячем. У футболіста німецької «молодіжки» проявилися всі задатки першокласного диспетчера. Він був здатний в будь-який момент загострити гру ювелірним пасом, так само як і поодинці вирішити епізод біля воріт суперника. Володіючи першокласними технічними навичками і універсальністю, Гетце міг зіграти відразу на трьох атакуючих позиціях у півзахисті. Хавбек не губився навіть при щільному пресингу з боку захисників. Інтерес до юнака з боку вболівальників і преси був настільки високий, що клуб тимчасово наклав заборону на будь-які інтерв'ю.

### «Борусія Дортмунд»

#### 2009/10
Дебют футболіста відбувся у матчі 13 туру чемпіонату Німеччини проти Майнца 21 листопада. Гравець вийшов на 88 хвилині, матч завершився безгольовою нічиєю 0:0. Наступний матч гравця відбувся 17 січня проти Кельна і завершився з рахунком 3:2. Загалом Гетце на полі провів 41 хвилину, виступивши в 5 матчах.

#### 2010/11
В цьому сезоні закріпився в стартовому складі. Вже перший матч чемпіонату проти Баєру 04 гравець починав в основі. Але це не допомогло «джмелям» здобути перемогу. «Боруссія» Д поступилася на власному полі з рахунком 0:2. Вже в наступному турі Гетце забив свій деб'ютний гол за команду у матчі проти «Штутгарта», це була перша перемога в сезоні — 3:1. Брав участь у принциповому рурському дербі проти «Шальке 04», в якому віддав гольову передачу на Сіндзі Кагаву. Матч завершився перемогою «Борусії» з рахунком 3:1. Згодом продовжив контракт з клубом до 2014 року. Завдяки голу і гольовій передачі на Лукаса Барріоса у матчі проти тогочасного лідера Майнца «Боруссія» здобула перемогу, і таким чином вийшла на перше місце в чемпіонаті.
Вдала гра гравця протягом усього чемпіонату допомогла «Боруссії» виграти срібну салатницю. В чемпіонаті Гетце провів 31 матч, забив 6 голів і віддав 11 гольових передач.

### «Баварія Мюнхен»
23 квітня 2013 Гетце підписав довгостроковий контракт з мюнхенською «Баварією». За трансфер гравця збірної Німеччини «мюнхенці» розщедрилися на 37 мільйонів євро. Зарплата Гетце в мюнхенському клубі склала близько 7 млн євро на рік, тоді як в «Боруссії» він отримував 5 млн, а сума відступних, прописана в контракті Маріо стала рекордною для Бундесліги - 90 млн євро.
Перший трофей Гетце за «Баварію» став історичним для клубу, так як трофей цей перший для клубу і для Гетце. «Баварія» грала проти «Челсі» за Суперкубок УЄФА. Гетце вийшов на 71 хвилині замість Томаса Мюллера. Гетце не забив, але його команда виграла по пенальті.
У чемпіонаті за «Баварію» Гетце дебютував 24 серпня 2013 в матчі проти Нюрнберга, в якому Баварія виграла з рахунком 2:0. Перший гол у Чемпіонаті Німеччини Гетце забив проти берлінської «Герти», Маріо вийшов на заміну замість Тоні Крооса на 25-й хвилині. «Баварія» вирвала перемогу 3:2.

## Збірна
Маріо був одним з ключових гравців юнацької команди U-17. Гра цієї збірної Німеччини була побудована під Гетце. Команда грала фактично без флангових півзахисників, і під Гетце розташовувалося відразу три мобільних центральних хавбека, два з яких вміло переходили з оборони в атаку. Таким чином, можна було тримати на полі відразу двох форвардів. У 13-ти матчах за команду Маріо зумів відзначитися 5 голами і 7 результативними передачами.
За головну збірну Німеччини Гетце дебютував 17 листопада 2010, в товариському матчі проти Швеції, замінивши на 78-й хвилині свого партнера по клубу Кевіна Гроскройца.
Маріо був включений до списку 23-х футболістів, які вирушили на Євро-2012 в Польщу і Україну. У перших трьох матчах групового етапу німці здобули три перемоги, і з першого місця вийшли до 1/4 фіналу. Свій єдиний матч на Євро Гетце провів у чвертьфінальному матчі проти команди Греції, вийшовши на 80 хвилині матчу. Німеччина виграла з рахунком 4:2, і пройшла до півфіналу, де поступилася італійцям з рахунком 1:2. За підсумками турніру Маріо разом з партнерами по команді удостоївся бронзових медалей чемпіонату Європи.
Маріо був також в заявці збірної Німеччини на чемпіонат світу з футболу 2014 в Бразилії. Перший матч Гетце на турнірі був проти збірної Португалії. Гетце не відзначився голом, але збірна Німеччини виграла з рахунком 4:0 і набрала три очки. Другий матч Німеччина грала проти збірної Гани. Гетце забив свій перший гол на цьому турнірі, а також став гравцем матчу, але не зміг допомогти команді виграти. Матч закінчився з рахунком 2:2. Третій матч у груповому етапі Німеччина грала проти збірної США, Гетце вийшов на 76 хвилині замість Бастіана Швайнштайгера. Команда Гетце виграла з мінімальним рахунком 1:0. Після цього матчу німці без проблем вийшла до плей-оф з першого місця в групі. В 1/8 фіналу Німеччина грала проти збірної Алжиру, Гетце зіграв 46 хвилин, а німці перемогли з рахунком 2:1 в овертаймі. В 1/4 фіналу Німеччина грала проти принципового суперника - збірної Франції. Маріо вийшов на 83 хвилині, замінивши Месута Озіла. Гетце не забив, але німці відкрили рахунок на самому початку матчу на 13 хвилині, голом відзначився Матс Хуммельс. Цей гол виявився єдиним у цій грі. У півфіналі німці грали проти господарів турніру - збірної Бразилії. Рахунок матчу став рекордним за кількістю голів у півфінальних зустрічах чемпіонатів світу. Німеччина розгромила Бразилію з рахунком 7:1. Гетце в цьому матчі не брав участі. Після перемоги в півфіналі, Німеччина в 8-й раз вийшла у фінал чемпіонату світу — це рекорд чемпіонатів світу. І саме його гол, забитий у другій половині додаткового часу фінального матчу проти Аргентини, допоміг німцям виграти четвертий в їхній історії Кубок світу. Гетце був визнаний найкращим гравцем матчу, а сам він став наймолодшим автором голу у фіналах чемпіонатів світу з часів ЧС-1966.

## Статистика

### Клубна
Станом на 11 листопада 2022 року
| Сезон                           | Команда                         | Чемпіонат                       | Чемпіонат | Чемпіонат | Кубок країни | Кубок країни | Кубок країни | Континентальні кубки | Континентальні кубки | Континентальні кубки | Інші змагання | Інші змагання | Інші змагання | Усього | Усього |
| Сезон                           | Команда                         | Ліга                            | Ігор      | Голів     | Ліга         | Ігор         | Голів        | Ліга                 | Ігор                 | Голів                | Ліга          | Ігор          | Голів         | Ігор   | Голів  |
| ------------------------------- | ------------------------------- | ------------------------------- | --------- | --------- | ------------ | ------------ | ------------ | -------------------- | -------------------- | -------------------- | ------------- | ------------- | ------------- | ------ | ------ |
| 2009–10                         | «Боруссія» (Дортмунд)           | БЛ                              | 5         | 0         | КН           | 0            | 0            | —                    | —                    | —                    | —             | —             | —             | 5      | 0      |
| 2010–11                         | «Боруссія» (Дортмунд)           | БЛ                              | 33        | 6         | КН           | 2            | 0            | ЛЄ                   | 6                    | 2                    | —             | —             | —             | 41     | 8      |
| 2011–12                         | «Боруссія» (Дортмунд)           | БЛ                              | 17        | 6         | КН           | 2            | 1            | ЛЧ                   | 6                    | 0                    | СК            | 1             | 0             | 27     | 7      |
| 2012–13                         | «Боруссія» (Дортмунд)           | БЛ                              | 28        | 10        | КН           | 4            | 4            | ЛЧ                   | 11                   | 2                    | СК            | 1             | 0             | 44     | 16     |
| 2013–14                         | «Баварія»                       | БЛ                              | 27        | 10        | КН           | 4            | 1            | ЛЧ                   | 11                   | 3                    | СН+СУ+КЧС     | 0+1+2         | 0+0+1         | 45     | 15     |
| 2014–15                         | «Баварія»                       | БЛ                              | 32        | 9         | КН           | 4            | 2            | ЛЧ                   | 11                   | 4                    | СН            | 1             | 0             | 48     | 15     |
| 2015–16                         | «Баварія»                       | БЛ                              | 14        | 3         | КН           | 2            | 1            | ЛЧ                   | 4                    | 2                    | СН            | 1             | 0             | 21     | 6      |
| Усього за «Баварію»             | Усього за «Баварію»             | Усього за «Баварію»             | 73        | 22        |              | 10           | 4            |                      | 26                   | 9                    |               | 5             | 1             | 114    | 36     |
| 2016–17                         | «Боруссія» (Дортмунд)           | БЛ                              | 11        | 1         | КН           | 1            | 0            | ЛЧ                   | 4                    | 1                    | СН            | 0             | 0             | 16     | 2      |
| 2017–18                         | «Боруссія» (Дортмунд)           | БЛ                              | 23        | 2         | КН           | 0            | 0            | ЛЧ+ЛЄ                | 5+4                  | 0                    | СН            | 0             | 0             | 32     | 2      |
| 2018–19                         | «Боруссія» (Дортмунд)           | БЛ                              | 26        | 7         | КН           | 2            | 0            | ЛЧ                   | 6                    | 0                    | -             | -             | -             | 34     | 7      |
| 2019–20                         | «Боруссія» (Дортмунд)           | БЛ                              | 15        | 3         | КН           | 2            | 0            | ЛЧ                   | 4                    | 0                    | СН            | 0             | 0             | 21     | 3      |
| Усього за «Боруссію» (Дортмунд) | Усього за «Боруссію» (Дортмунд) | Усього за «Боруссію» (Дортмунд) | 158       | 35        |              | 13           | 5            |                      | 46                   | 5                    |               | 2             | 0             | 219    | 45     |
| 2020-21                         | «ПСВ»                           | ЕР                              | 18        | 5         | КН           | 1            | 0            | ЛЄ                   | 6                    | 1                    | -             | -             | -             | 25     | 6      |
| 2021-22                         | «ПСВ»                           | ЕР                              | 29        | 4         | КН           | 5            | 2            | ЛЧ+ЛЄ+ЛК             | 6+5+6                | 3+1+1                | СКН           | 1             | 1             | 52     | 12     |
| Усього за «ПСВ»                 | Усього за «ПСВ»                 | Усього за «ПСВ»                 | 47        | 9         |              | 6            | 2            |                      | 23                   | 6                    |               | 1             | 1             | 77     | 18     |
| 2022–23                         | «Айнтрахт»                      | БЛ                              | 14        | 2         | КН           | 2            | 0            | ЛЧ                   | 5                    | 0                    | СУ            | 1             | 0             | 22     | 2      |
| Усього за кар'єру               | Усього за кар'єру               | Усього за кар'єру               | 292       | 68        |              | 31           | 11           |                      | 100                  | 20                   |               | 9             | 2             | 432    | 101    |

### Статистика виступів за збірну
Станом на 1 грудня 2022 року
| Дата       | Місто              | Господарі         | Результат  | Гості             | Турнір                  | Голи | Примітки |
| ---------- | ------------------ | ----------------- | ---------- | ----------------- | ----------------------- | ---- | -------- |
| 17-11-2010 | Гетеборг           | Швеція            | 0 – 0      | Німеччина         | товариський матч        | -    | 78'      |
| 9-2-2011   | Дортмунд           | Німеччина         | 1 – 1      | Італія            | товариський матч        | -    | 46'      |
| 26-3-2011  | Кайзерслаутерн     | Німеччина         | 4 – 0      | Казахстан         | Відбір до ЧЄ 2012       | -    | 78'      |
| 29-3-2011  | Менхенгладбах      | Німеччина         | 1 – 2      | Австралія         | товариський матч        | -    | 64'      |
| 29-5-2011  | Зінсгайм           | Німеччина         | 2 – 1      | Уругвай           | товариський матч        | -    | 79'      |
| 7-6-2011   | Баку               | Азербайджан       | 1 – 3      | Німеччина         | Відбір до ЧЄ 2012       | -    | 81'      |
| 10-8-2011  | Штутгарт           | Німеччина         | 3 – 2      | Бразилія          | товариський матч        | 1    | 88'      |
| 2-9-2011   | Гельзенкірхен      | Німеччина         | 6 – 2      | Австрія           | Відбір до ЧЄ 2012       | 1    | 85'      |
| 6-9-2011   | Гданськ            | Польща            | 2 – 2      | Німеччина         | товариський матч        | -    |          |
| 7-10-2011  | Стамбул            | Туреччина         | 1 – 3      | Німеччина         | Відбір до ЧЄ 2012       | -    |          |
| 11-11-2011 | Київ               | Україна           | 3 – 3      | Німеччина         | товариський матч        | -    | 66'      |
| 15-11-2011 | Гамбург            | Німеччина         | 3 – 0      | Нідерланди        | товариський матч        | -    | 65'      |
| 26-5-2012  | Базель             | Швейцарія         | 5 – 3      | Німеччина         | товариський матч        | -    | 78'      |
| 31-5-2012  | Лейпциг            | Німеччина         | 2 – 0      | Ізраїль           | товариський матч        | -    | 86'      |
| 22-6-2012  | Гданськ            | Німеччина         | 4 – 2      | Греція            | ЧЄ 2012 - чвертьфінал   | -    | 80'      |
| 15-8-2012  | Франкфурт-на-Майні | Німеччина         | 1 – 3      | Аргентина         | товариський матч        | -    | 74'      |
| 7-9-2012   | Ганновер           | Німеччина         | 3 – 0      | Фарерські острови | Відбір до ЧС 2014       | 1    | 87'      |
| 11-9-2012  | Відень             | Австрія           | 1 – 2      | Німеччина         | Відбір до ЧС 2014       | -    | 46'      |
| 16-10-2012 | Берлін             | Німеччина         | 4 – 4      | Швеція            | Відбір до ЧС 2014       | -    | 67'      |
| 14-11-2012 | Амстердам          | Нідерланди        | 0 – 0      | Німеччина         | товариський матч        | -    | 72'      |
| 22-3-2013  | Астана             | Казахстан         | 0 – 3      | Німеччина         | Відбір до ЧС 2014       | 1    |          |
| 26-3-2013  | Нюрнберг           | Німеччина         | 4 – 1      | Казахстан         | Відбір до ЧС 2014       | 1    |          |
| 11-10-2013 | Кельн              | Німеччина         | 3 – 0      | Ірландія          | Відбір до ЧС 2014       | -    | 86'      |
| 15-10-2013 | Сульна             | Швеція            | 3 – 5      | Німеччина         | Відбір до ЧС 2014       | 1    | 46'      |
| 15-11-2013 | Мілан              | Італія            | 1 – 1      | Німеччина         | товариський матч        | -    | 59'      |
| 19-11-2013 | Лондон             | Англія            | 0 – 1      | Німеччина         | товариський матч        | -    |          |
| 5-3-2014   | Штутгарт           | Німеччина         | 1 – 0      | Чилі              | товариський матч        | 1    | 83'      |
| 1-6-2014   | Менхенгладбах      | Німеччина         | 2 – 2      | Камерун           | товариський матч        | -    | 58'      |
| 6-6-2014   | Майнц              | Німеччина         | 6 – 1      | Вірменія          | товариський матч        | 2    | 75'      |
| 16-6-2014  | Салвадор           | Німеччина         | 4 – 0      | Португалія        | ЧС 2014 - груповий етап | -    |          |
| 21-6-2014  | Форталеза          | Німеччина         | 2 – 2      | Гана              | ЧС 2014 - груповий етап | 1    | 69'      |
| 26-6-2014  | Ресіфі             | США               | 0 – 1      | Німеччина         | ЧС 2014 - груповий етап | -    | 76'      |
| 30-6-2014  | Порту-Алегрі       | Німеччина         | 2 – 1 д.ч. | Алжир             | ЧС 2014 - 1/8 фіналу    | -    | 46'      |
| 4-7-2014   | Ріо-де-Жанейро     | Франція           | 0 – 1      | Німеччина         | ЧС 2014 - чвертьфінал   | -    | 83'      |
| 13-7-2014  | Ріо-де-Жанейро     | Аргентина         | 0 – 1 д.ч. | Німеччина         | ЧС 2014 - фінал         | 1    | 88'      |
| 3-9-2014   | Дюссельдорф        | Німеччина         | 2 – 4      | Аргентина         | товариський матч        | 1    | 57'      |
| 7-9-2014   | Дортмунд           | Німеччина         | 2 – 1      | Шотландія         | Відбір до ЧЄ 2016       | -    |          |
| 11-10-2014 | Варшава            | Польща            | 2 – 0      | Німеччина         | Відбір до ЧЄ 2016       | -    |          |
| 14-10-2014 | Гельзенкірхен      | Німеччина         | 1 – 1      | Ірландія          | Відбір до ЧЄ 2016       | -    |          |
| 14-11-2014 | Нюрнберг           | Німеччина         | 4 – 0      | Гібралтар         | Відбір до ЧЄ 2016       | 1    |          |
| 18-11-2014 | Віго               | Іспанія           | 0 – 1      | Німеччина         | товариський матч        | -    | 84'      |
| 25-3-2015  | Кайзерслаутерн     | Німеччина         | 2 – 2      | Австралія         | товариський матч        | -    | 73'      |
| 29-3-2015  | Тбілісі            | Грузія            | 0 – 2      | Німеччина         | Відбір до ЧЄ 2016       | -    | 87'      |
| 10-6-2015  | Кельн              | Німеччина         | 1 – 2      | США               | товариський матч        | 1    | 73'      |
| 13-6-2015  | Фару               | Гібралтар         | 0 – 7      | Німеччина         | Відбір до ЧЄ 2016       | -    | 36'      |
| 4-9-2015   | Франкфурт-на-Майні | Німеччина         | 3 – 1      | Польща            | Відбір до ЧЄ 2016       | 2    |          |
| 7-9-2015   | Глазго             | Шотландія         | 2 – 3      | Німеччина         | Відбір до ЧЄ 2016       | -    | 86'      |
| 8-10-2015  | Дублін             | Ірландія          | 1 – 0      | Німеччина         | Відбір до ЧЄ 2016       | -    | 35'      |
| 26-3-2016  | Берлін             | Німеччина         | 2 – 3      | Англія            | товариський матч        | -    | 79'      |
| 29-3-2016  | Мюнхен             | Німеччина         | 4 – 1      | Італія            | товариський матч        | 1    | 61'      |
| 29-5-2016  | Аугсбург           | Німеччина         | 1 – 3      | Словаччина        | Відбір до ЧЄ 2016       | -    |          |
| 4-6-2016   | Гельзенкірхен      | Німеччина         | 2 – 0      | Угорщина          | Відбір до ЧЄ 2016       | -    | 79'      |
| 12-6-2016  | Лілль              | Німеччина         | 2 – 0      | Україна           | ЧЄ 2016 - груповий етап | -    |          |
| 16-6-2016  | Сен-Дені           | Німеччина         | 0 – 0      | Польща            | ЧЄ 2016 - груповий етап | -    | 66'      |
| 21-6-2016  | Париж              | Північна Ірландія | 0 – 1      | Німеччина         | ЧЄ 2016 - груповий етап | -    | 55'      |
| 7-7-2016   | Марсель            | Німеччина         | 0 – 2      | Франція           | ЧЄ 2016 - півфінал      | -    | 67'      |
| 31-8-2016  | Менхенгладбах      | Німеччина         | 2 – 0      | Фінляндія         | товариський матч        | -    |          |
| 4-9-2016   | Осло               | Норвегія          | 0 – 3      | Німеччина         | Відбір до ЧС 2018       | -    | 72'      |
| 8-10-2016  | Гамбург            | Німеччина         | 3 – 0      | Чехія             | Відбір до ЧС 2018       | -    |          |
| 11-10-2016 | Ганновер           | Німеччина         | 2 – 0      | Північна Ірландія | Відбір до ЧС 2018       | -    |          |
| 11-11-2016 | Серравалле         | Сан-Марино        | 0 – 8      | Німеччина         | Відбір до ЧС 2018       | -    | 71'      |
| 15-11-2016 | Мілан              | Італія            | 0 – 0      | Німеччина         | товариський матч        | -    | 70'      |
| 14-11-2017 | Кельн              | Німеччина         | 2 – 2      | Франція           | товариський матч        | -    | 65'      |
| 23-11-2022 | Ер-Раян            | Німеччина         | 1 – 2      | Японія            | ЧС 2022 - груповий етап | -    | 79'      |
| 1-12-2022  | Ель-Хаур           | Коста-Рика        | 2 – 4      | Німеччина         | ЧС 2022 - груповий етап | -    | 67'      |
| Усього     |                    | Матчів            | 65         |                   | Голів                   | 17   |          |

## Досягнення

### Командні
«Боруссія» (Дортмунд)
- Чемпіон Німеччини: 2010-11, 2011-12
- Володар кубку Німеччини: 2011-12, 2016-17
- Володар Суперкубку Німеччини: 2019
- Разом: 5 трофеїв

 «Баварія»
- Чемпіон Німеччини: 2013-14, 2014-15, 2015-16
- Володар Кубку Німеччини: 2013-14, 2015-16
- Володар Суперкубку УЄФА: 2013
- Переможець Клубного чемпіонату світу: 2013
- Разом: 7 трофеїв

 ПСВ
- Володар Суперкубка Нідерландів: 2021
- Володар Кубка Нідерландів: 2021-22
- Разом: 2 трофеї

### Міжнародні
Збірна Німеччина
- Чемпіон Європи (U-17): 2009
- Чемпіон світу: 2014 (єдиний переможний гол у фінальному матчі чемпіонату).
- Разом: 2 трофеї

### Індивідуальні
- Медаль Фріца Вальтера (золото): (Категорія U-17)
- Медаль Фріца Вальтера (золото): (Категорія U-18)
- Відкриття сезону чемпіонату Німеччини 2010-11
- Символічна збірна чемпіонату Німеччини 2010-11
- Володар премії Golden Boy
- Гравець матчу на ЧС-2014: двічі

## Особисте життя
"Якось я отримав від тата книжку про закони фізики і математики. Я навіть взявся почитати її, але мені не вдалось продертись далі, ніж одна сторінка", —розповів 23-річний хавбек в Інстаграмі.